# Kitaibaraki, Ibaraki
Kitaibaraki (北茨城市 Kitaibaraki-shi) là thành phố thuộc tỉnh Ibaraki, Nhật Bản. Tính đến ngày 1 tháng 10 năm 2020, dân số ước tính thành phố là 41.801 người và mật độ dân sô là 220 người/km2. Tổng diện tích thành phố là 186,8 km2.

## Địa lý

### Đô thị lân cận
- Ibaraki
  - Takahagi
- Fukushima
  - Iwaki
  - Samegawa
  - Hanawa

### Khí hậu
| Dữ liệu khí hậu của Kitaibaraki, Ibaraki | Dữ liệu khí hậu của Kitaibaraki, Ibaraki | Dữ liệu khí hậu của Kitaibaraki, Ibaraki | Dữ liệu khí hậu của Kitaibaraki, Ibaraki | Dữ liệu khí hậu của Kitaibaraki, Ibaraki | Dữ liệu khí hậu của Kitaibaraki, Ibaraki | Dữ liệu khí hậu của Kitaibaraki, Ibaraki | Dữ liệu khí hậu của Kitaibaraki, Ibaraki | Dữ liệu khí hậu của Kitaibaraki, Ibaraki | Dữ liệu khí hậu của Kitaibaraki, Ibaraki | Dữ liệu khí hậu của Kitaibaraki, Ibaraki | Dữ liệu khí hậu của Kitaibaraki, Ibaraki | Dữ liệu khí hậu của Kitaibaraki, Ibaraki | Dữ liệu khí hậu của Kitaibaraki, Ibaraki |
| Tháng                                    | 1                                        | 2                                        | 3                                        | 4                                        | 5                                        | 6                                        | 7                                        | 8                                        | 9                                        | 10                                       | 11                                       | 12                                       | Năm                                      |
| ---------------------------------------- | ---------------------------------------- | ---------------------------------------- | ---------------------------------------- | ---------------------------------------- | ---------------------------------------- | ---------------------------------------- | ---------------------------------------- | ---------------------------------------- | ---------------------------------------- | ---------------------------------------- | ---------------------------------------- | ---------------------------------------- | ---------------------------------------- |
| Cao kỉ lục °C (°F)                       | 20.2 (68.4)                              | 22.8 (73.0)                              | 24.8 (76.6)                              | 25.7 (78.3)                              | 30.3 (86.5)                              | 31.3 (88.3)                              | 33.9 (93.0)                              | 35.7 (96.3)                              | 34.0 (93.2)                              | 32.1 (89.8)                              | 24.4 (75.9)                              | 24.3 (75.7)                              | 35.7 (96.3)                              |
| Trung bình ngày tối đa °C (°F)           | 8.4 (47.1)                               | 8.6 (47.5)                               | 11.2 (52.2)                              | 15.6 (60.1)                              | 19.4 (66.9)                              | 22.1 (71.8)                              | 25.7 (78.3)                              | 27.4 (81.3)                              | 25.0 (77.0)                              | 20.4 (68.7)                              | 15.7 (60.3)                              | 10.9 (51.6)                              | 17.5 (63.6)                              |
| Trung bình ngày °C (°F)                  | 3.6 (38.5)                               | 3.8 (38.8)                               | 6.5 (43.7)                               | 11.0 (51.8)                              | 15.3 (59.5)                              | 18.6 (65.5)                              | 22.1 (71.8)                              | 23.8 (74.8)                              | 21.1 (70.0)                              | 16.2 (61.2)                              | 11.0 (51.8)                              | 6.0 (42.8)                               | 13.3 (55.9)                              |
| Tối thiểu trung bình ngày °C (°F)        | −1.2 (29.8)                              | −1.0 (30.2)                              | 1.7 (35.1)                               | 6.3 (43.3)                               | 11.3 (52.3)                              | 15.5 (59.9)                              | 19.4 (66.9)                              | 20.9 (69.6)                              | 17.9 (64.2)                              | 12.3 (54.1)                              | 6.2 (43.2)                               | 1.2 (34.2)                               | 9.2 (48.6)                               |
| Thấp kỉ lục °C (°F)                      | −9.0 (15.8)                              | −9.3 (15.3)                              | −5.9 (21.4)                              | −3.7 (25.3)                              | 2.5 (36.5)                               | 6.1 (43.0)                               | 12.3 (54.1)                              | 12.0 (53.6)                              | 9.1 (48.4)                               | 1.7 (35.1)                               | −2.7 (27.1)                              | −7.7 (18.1)                              | −9.3 (15.3)                              |
| Lượng Giáng thủy trung bình mm (inches)  | 50.0 (1.97)                              | 45.9 (1.81)                              | 99.9 (3.93)                              | 128.5 (5.06)                             | 156.1 (6.15)                             | 158.0 (6.22)                             | 170.4 (6.71)                             | 138.1 (5.44)                             | 183.2 (7.21)                             | 189.5 (7.46)                             | 78.7 (3.10)                              | 48.8 (1.92)                              | 1.435,4 (56.51)                          |
| Số ngày giáng thủy trung bình (≥ 1.0 mm) | 4.7                                      | 5.1                                      | 8.8                                      | 10.1                                     | 11.3                                     | 12.0                                     | 13.3                                     | 9.6                                      | 11.6                                     | 10.5                                     | 7.1                                      | 5.3                                      | 109.4                                    |
| Số giờ nắng trung bình tháng             | 196.7                                    | 183.3                                    | 191.9                                    | 193.6                                    | 191.0                                    | 141.6                                    | 150.3                                    | 181.3                                    | 140.4                                    | 143.8                                    | 156.5                                    | 179.4                                    | 2.040,8                                  |
| Nguồn: Cục Khí tượng Nhật Bản            |                                          |                                          |                                          |                                          |                                          |                                          |                                          |                                          |                                          |                                          |                                          |                                          |                                          |